# Gunnar Theander

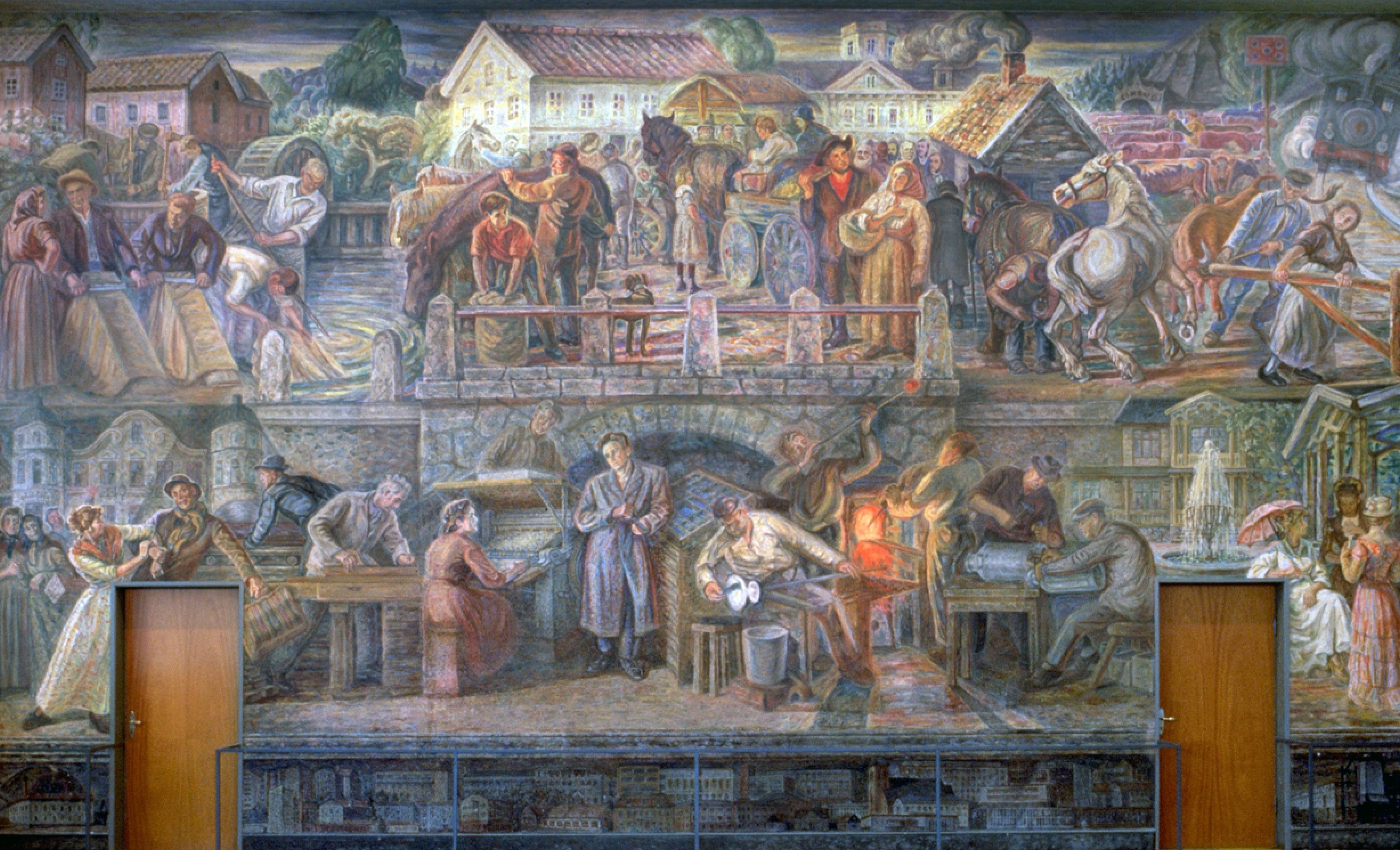
Freskomålning i "Theandersalen" på Stora Hotellet i Nybro

Gunnar Karl Emanuel Theander, född 9 augusti 1894 i Nybro i Kalmar län, död 28 november 1975 i Slangerup i Danmark, var en svensk målare, tecknare, grafiker och konsthantverkare.

## Biografi
Theander var från 1918 gift med Rigmor Grundtvig. Theander hade olika lärlings- och elevplatser – bland annat vid Janssons litografiska tryckeri i Kalmar och samtidigt studerade han teckning för Anton Wahledow vid Kalmar tekniska yrkesskola. Han debuterade i en utställning i Kalmar 1911 där han visade upp skulpturer och teckningar. Han flyttade till Stockholm 1913 och inledde sina studier vid Tekniska skolan där han uppmärksammades av Robert Thegerström, Herman Mannheimer och Conrad Pineus. Dessa tre mecenater gjorde det möjligt för honom att fortsätta sina studier vid Carl Wilhelmsons målarskola i Stockholm 1915–1917 och Ernst Goldschmidts målarskola i Köpenhamn 1917–1918 och senare studerade han glasmålareri för konstnären Anders Nilsson i Lund 1930. Han vistades i Italien, Nordafrika och Paris 1920–1928 och medverkade under den tiden i utställningar i Bibbiena, Neapel, Tunis, Constantine i Algeriet och Paris. Han tillhörde den grupp av unga svenska konstnärer som omkring 1920 bildade en konstnärskolonin i Settignato vid Florens. I slutet av 1920-talet bosatte han sig med sin fru Rigmor Theander i Köpenhamn där han fick en fast punkt för sina fortsatta resor runt om i världen. 
Theander arbetade särskilt inom sakral konst med kyrkofönster och altartavlor i åtskilliga kyrkor. I festsalen, "Theandersalen", på Stora Hotellet i Nybro finns en av norra Europas största freskomålningar med motiv från Nybros framväxt från 1830-talet till våra dagar. Den täcker en yta av 66 m2 och invigdes 1969. Hans stafflikonst består av ökenmotiv, arabiskt folkliv och beställningsuppdrag som porträttör. Som keramiker formgav han några föremål för Den Kongelige Porcelænsfabrik i Köpenhamn. Separat ställde han bland annat ut på Gummesons konsthall, Nationalmuseum i Köpenhamn, Kalmar och Malmö. Han medverkade i Kalmarmässan 1926, Hantverks och industriutställningen i Jököping 1928, Svenska akvareller 1925–1947 som visades på Konstakademien 1947, Jubileumsutställningen i Kalmar 1947, Sveriges allmänna konstförenings utställning Svart och vitt som visades på Konstakademien 1955 och Kalmarutställningen 1955 samt i Smålandskonstnärernas vandringsutställningar i Syd- och Mellansverige.
Theander är representerad vid Nationalmuseum och Kalmar konstmuseum och Arkiv för dekorativ konst i Lund. 

## Verk
- Freskomålning i "Theandersalen" på Stora Hotellet i Nybro. Hantlangare åt Theander var muraren Helmer V. Jonsson.
- Kyrkofönster i Madesjö 1935, Höör 1936, Gustaf Adolf kyrkan i Helsingborg 1943, Hörby kyrka 1951, Glostorp 1955 och Västra Skrävlinge 1955.
- Altartavlor i Boscoreale i Italien 1923, Nybro kyrka 1932, Emmaboda kyrka 1934 och Nybro Missionskyrka 1948, samt målningar i Limhamns kyrka i Malmö.